# نووبیکینو
نووبیکینو (انگلیسی: Novobikkino) یک شهرک در شهرستان چکماگوشفسکی استان باشقیرستان کشور روسیه است.